# Suvannamaccha
Suvannamaccha (en thaï : สุพรรณมัจฉา ; en RTGS : Suphannamatcha ou Suphan Matcha ; en khmer : សុវណ្ណមច្ឆា; Sovann Maccha ; en sanskrit : सुवर्णमत्स्य   , suvarṇamatsya ; littéralement « poisson d'or ») est une fille de Tosakanth apparaissant dans la version thaïlandaise de l'épopée mythologique Ramayana appelée Ramakien ainsi que dans d'autres versions d'Asie du Sud-Est du Ramayana. C'est une princesse sirène qui essaie de gâter le projet du dieu-singe Hanuman de construction d'un pont vers Lanka. Cependant, elle tombe amoureuse de lui .
La figure de Suvannamaccha est populaire et répandue dans le folklore. Elle est représentée sous plusieurs formats : sur de petites banderoles en tissu ou sur des images encadrées qui sont accrochées comme amulettes dans les boutiques et les maisons thaïlandaises...

## Histoire

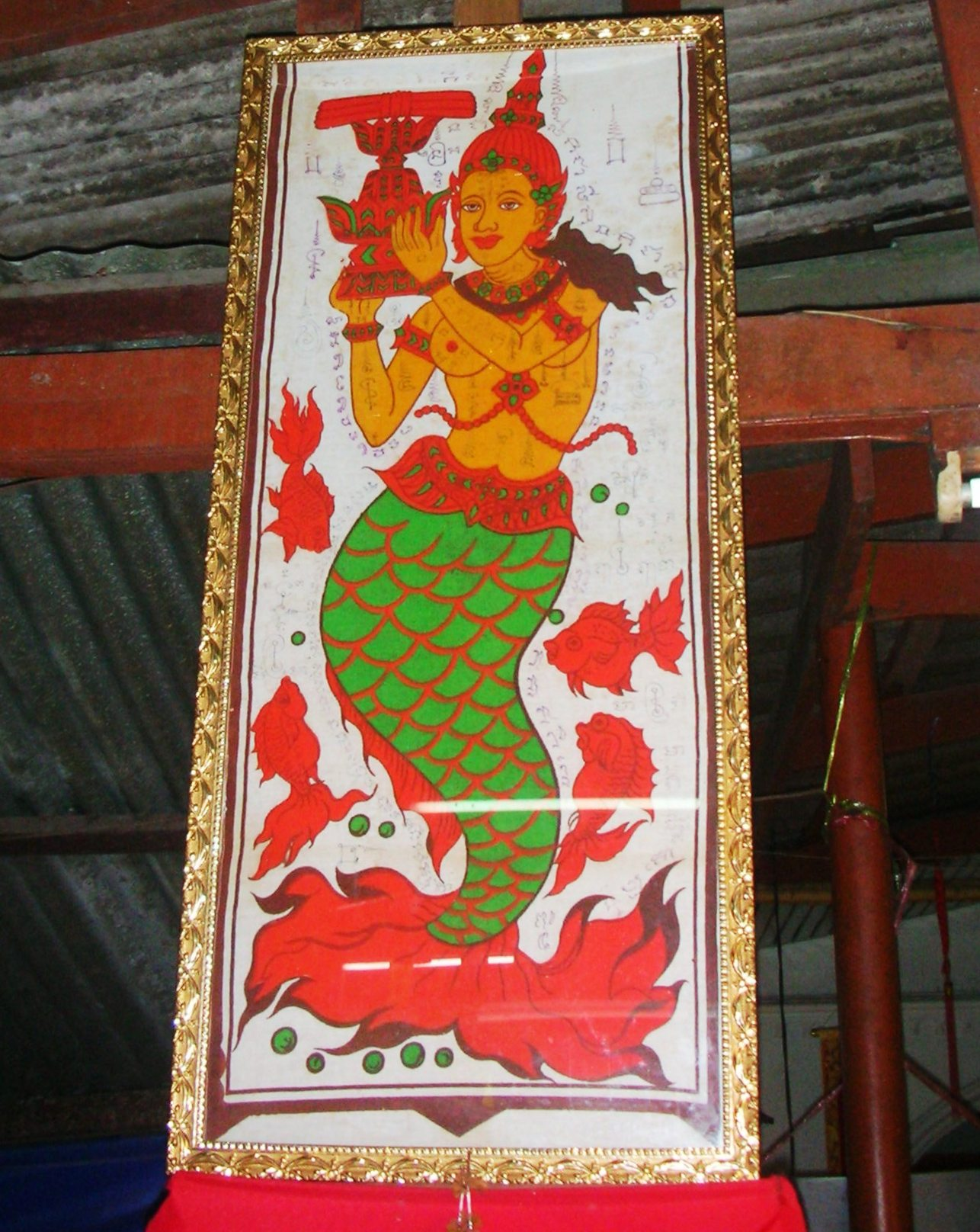
Représentation sous forme d'image encadrée de Suvannamaccha à Nonthaburi, en Thaïlande

Lorsque Sita est enlevée et détenue sur l'île de Lanka , Rama, son époux, fait appel à Hanuman pour la secourir. Ce dernier veut construire une chaussée vers le Sri Lanka afin que son armée de singes puisse traverser l'océan indien. Il construit une route avec les Vanaras. Les Vanaras jettent des rochers dans la mer pour la construction, mais, après quelques jours, ils disent à Hanuman que les pierres semblent disparaître toutes les nuits. Hanuman demande alors à des volontaires de le rejoindre, ordonnant aux autres de continuer à jeter des pierres dans la mer. Le groupe d'investigateurs trouve un grand nombre de sirènes sous l'eau qui emportent les rochers lancés et Hanuman se rend compte que ces créatures marines mi-poisson mi-femme vivant sous l'eau le gênent. Le dieu-singe identifie la dirigeante et cherche à l'attraper puis à l'attaquer, ce qui n'aboutit à rien.

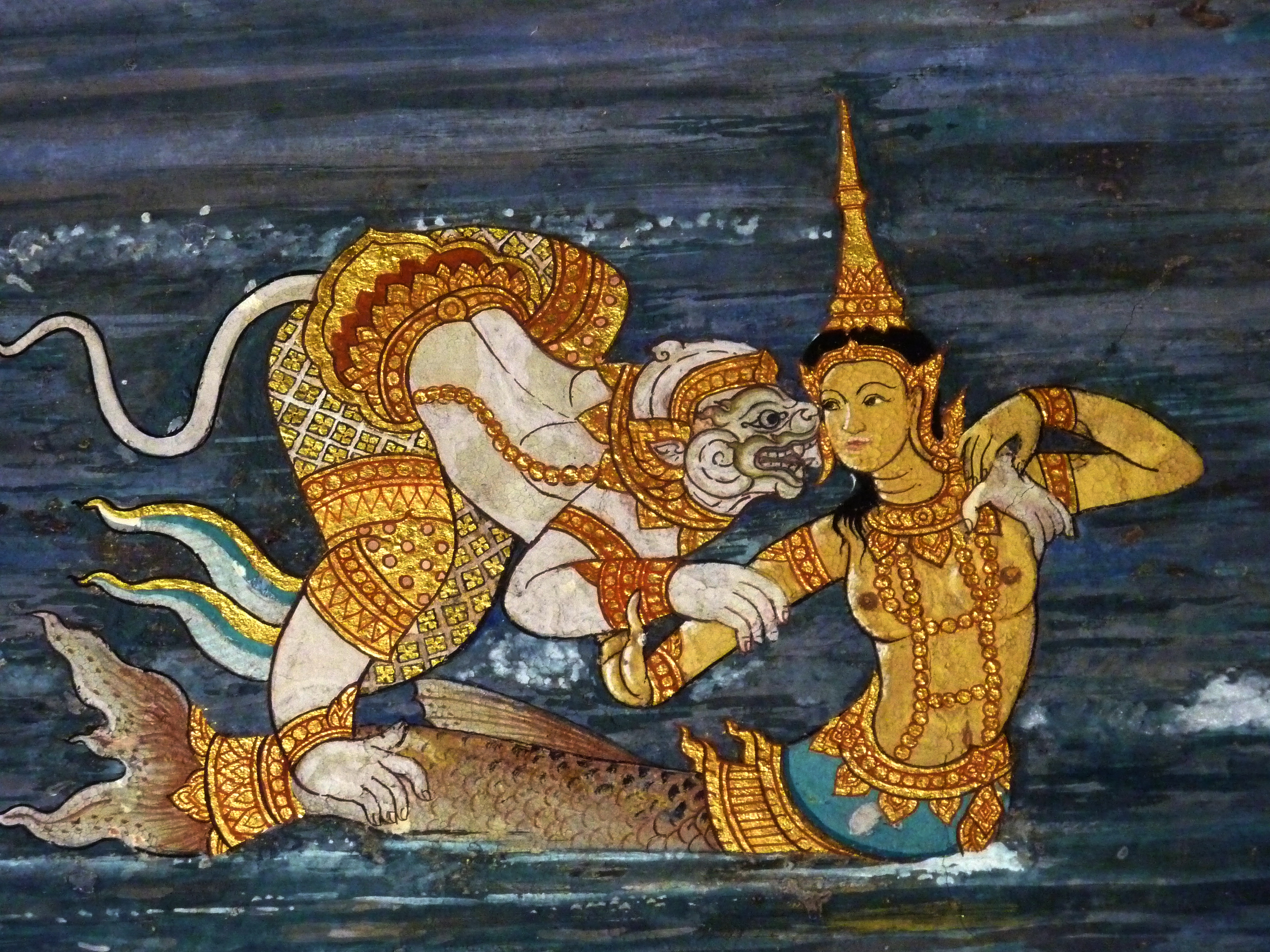
Le dieu-singe Hanuman et la sirène Suvennamaccha, peinture murale du temple Wat Phra Kaew, Bangkok, Thaïlande

Hanuman tombe alors amoureux de cette créature et la courtise. Tous deux restent ensemble sous la mer.
Plus tard, Hanuman demande à la sirène pourquoi elle vole les pierres. Elle révèle son identité : elle s'appelle Suvannamaccha et elle est  une des filles de Ravana (le démon qui avait enlevé Sita). Puis elle lui raconte que, lorsque son père Ravana a vu les Vanaras d'Hanuman construire une chaussée, il lui a demandé de l'arrêter. Hanuman explique alors à la sirène pourquoi il construit la chaussée : il lui raconte l'enlèvement de Sita, la bataille entre Rama et son père Ravana et la raison de la construction du pont vers Lanka.
Suvannamaccha, amoureuse de Hanuman, promet de ne plus le gêner dans son projet. Désormais, les sirènes rapporteront les pierres subtilisées. 
Hanuman a avec Suvannamaccha un fils nommé Macchanu.